# Carrefour
Carrefour (фр. Перехрестя) — французький рітейлер роздрібної торгівлі з штаб-квартирою в Булонь-Біянкур, Франція. Найбільший у Європі та другий у світі (після Walmart) рітейлер за розміром. Компанія має магазини у 34 країнах в Європі, Латинській Америці та Азії. Входить до складу круглого столу Європейського рітейлу.

## Історія

### Заснування компанії
Carrefour з'явився в 1959 році як результат співпраці двох підприємців, Марселя Фурньє та Луї Деффоре, в Ансі, містечку в східній Франції. Вони походили з успішних підприємливих сімей, і кожен прагнув розширити свій бізнес шляхом створення великих супермаркетів. Фурньє до цього встиг відкрити універмаг «Grand Magasin de Nouveautés Fournier d'Annecy» та мав частку в супермаркеті компанії «Casino», а Деффоре був президентом компанії «Badin-Defforey» в Ланьє.
У 1950-их французький ринок роздрібної торгівлі складався, переважно, із невеликих сімейних магазинів, на долю яких припадало 83% ринку. У той же час, великі універмаги, розташовані, як правило, в центрі міст, часто виявлялися незручним, а високі ціни відлякували від них потенційних покупців. Крім того, концепція безкоштовного сервісу набувала все більшої популярності. Безкоштовний сервіс, поширений в роздрібній торгівлі в 1990-х, був винайдений в 1916 році. До цього споживачі змушені були покладатися на допомогу продавців у виборі та отриманні товарів. Супермаркет, який вперше з'явився у Франції в 1954 році, використовував поняття безкоштовного сервісу. При меншій вартості утримання супермаркету, що знаходився за межами центру міста, він міг забезпечити більшу різноманітність продуктів та нижчу ціну, ніж у традиційному магазині. До кінця десятиліття, однак, у Франції було відкрито лише 33 супермаркети.
Тому, у травні 1959, Фурньє та Деффоре вирішили включити ці концепції для свого магазину в Ансі. Випустивши 7 000 акцій, вони залучили 10 акціонерів, що дало змогу придбати об'єкт, що вже будувався. Перший поверх будівлі повинен був бути використаний як супермаркет, а верхні ж поверхи були передбачені під розміщення квартир, кошти від продажу яких повинні були бути спрямованими для фінансування бізнесу. Марсель Фурньє був обраний президентом компанії, а Денис Деффоре, син Луї, був обраний на посаду генерального директора. Фурньє назвав бізнес Carrefour.
Протягом цього часу, бізнесмен Едуард Леклерк, який розвивав мережу супермаркетів E.Leclerc в регіоні Рона-Альпи, оголосив про свої плани відкрити магазин в Ансі. Фурньє і Деффоре розуміли, що для того, щоб мати можливість конкурувати, вони повинні були відкрити свій магазин раніше за суперника. Тому Фурньє запропонував підвал свого універмагу «Grand Magasin de Nouveautés Fournier d'Annecy» для відкриття першого магазину Carrefour. Він був відкритий 7 січня 1960 року, за шість місяців до відкриття більшого магазину, та мав миттєвий успіх. Всього лише через чотири дні після його відкриття, магазин довелось закрити на один день для того, щоб поповнити запаси. Загроза конкуренції з боку E.Leclerc змусила Фурньє і Деффоре пропонувати найнижчі можливі ціни, і, через це, E.Leclerc в Ансі так і не був відкритий.
Для ознайомлення громадськості з супермаркетами, Carrefour приступив до рекламної кампанії, перш ніж відкривати свій основний магазин. Реклама виявилась ефективною: магазин, який відкрився 3 червня 1960 року, досяг рівня продажів, які далеко перевершили очікування, а його відвідуваність склала 15 000 клієнтів протягом перших двох днів. Лише трохи більше ніж за три тижні обсяг продажів Carrefour становив 290 000 франків — суму, яку більшість сімейних магазинів не заробляло і за рік. Для запобігання пробок, магазин розширив свою парковку, але керівництво компанії швидко переконалось, що відкривати супермаркети в містах було непрактично.

### 1960-ті: розширення мережі
За період 1961-1962 років продажі в магазині Carrefour зросли на 45 відсотків. У наступному році був відкритий ще один супермаркет в Кран-Жевріє, цього разу з великою стоянкою. Крім того, Carrefour відкрив на стоянці свого першого магазину автозаправну станцію, на якій продавалося паливо без бренду за ціною, нижчою на 5 сантимів, ніж в середньому на ринку. Це не приносило ні прибутку, ні збитку компанії — цей крок був здійснений як протест проти високих податків французького уряду на бензин.
Протягом цього часу, компанія вирішила закріпитись в Паризькому регіоні, придбавши ділянку землі за 30 кілометрів на південь від столиці в Сент-Женев'єв-де-Буа, де вартість землі була нижчою та було більше вільного місця. Перед початком будівництва на новому місці, Луї Деффоре та його брат Жак вирушили до США для дослідження американського досвіду. Вони відвідали семінари Бернардо Трухільйо, де ознайомились з такими сучасними методами продажів, як безкоштовний сервіс, знижки та великі розміри торгових центрів. Це переконало Деффоре повністю змінити початкові плани для магазину в передмісті Парижа. Хоча Carrefour не прийняли величезні розміри американських магазинів з великою кількістю касирів та широкими проходами, вони побудували порівняно великий об'єкт і інтегрували у нього ідею низьких цін на кожен продукт при покупці товарів в оптовиків і виробників. Магазин відкрився в червні 1963 року і отримав схвальні відгуки в пресі, вражаючи своїми 2 500 м² площі, 400 паркувальними місцями та великою кількістю як продовольчих, так і непродовольчих товарів. Магазин мав миттєвий успіх — покупки клієнтів були в середньому втричі більшими, ніж у звичайному супермаркеті.
Успіх Carrefour базувався на низьких цінах, зменшенні витрат на обладнання та устаткування, а також прискореному обороті запасів. Основною цільовою категорією гіпермаркету стали молоді люди та нові приміські жителі, а також економні споживачі, які постраждали від високих темпів інфляції в 1960-х. Інновації Carrefour в області зважування, ціноутворення, упаковки, переведення в готівку та холодильних камерах зробили його гіпермаркет невіддільною частиною подальшої революції у французькій роздрібній торгівлі. Не всі, однак, були задоволені цими подіями. Компанія мала негативний вплив на малий бізнес. Так, союз незалежних м'ясників у 1964 році організував блокування вантажівок Carrefour на знак протесту проти знижок магазину.
У січні 1965 року, щоб уникнути урядових обмежень на розширення, Carrefour створила два підрозділи: «Carrefour Supermarché», яку очолили Марсель Фурньє та Дені Деффоре, та «Grands Magasins Carrefour», дочірню компанію, керувати якою було доручено Жаку Деффоре та Бернарду Фурньє. 1966 року було відкрито два магазини мережі: недалеко від Ліона площею 10 000 м², та у Вітролі, площею 20 000 м².
У 1967 році було відкрито офіс компанії в Парижі для систематизації інформації зі всіх магазинів мережі, в який в наступному році переїхав Марсель Фурньє.

### 1970-1980-ті: Вихід на міжнародний ринок
Після успіху у Франції, Carrefour замислився над виходом на міжнародний ринок. Компанія починає співпрацювати з такими мережами інших європейських країн, як Delhaize Fréres-Le-Lion в Бельгії, Mercure у Швейцарії, Wheatsheaf Investment у Великій Британії, Italware в Італії та іншими, акцентуючи зусилля на середземноморському регіоні Європи. Під час своєї міжнародної експансії, Carrefour насамперед проводив маркетинг місцевої продукції, не експортуючи французькі товари. При відкритті нових магазинів, компанія спершу створювала спільні дочірні підприємства з місцевими рітейлерами, викупаючи їх згодом повністю. Основні конкуренти, такі як Auchan, Casino та Euromarchè, наслідували досвід Carrefour, що протягом наступних десяти років значно збільшило кількість гіпермаркетів у Франції.
У червні 1970 року акції Carrefour з'явились у продажі на біржі в Парижі. Через високу інфляцію в середині 1970-х років значно зросла конкуренція на продовольчому ринку, і, коли у 1973 році було прийнято закон Роєра про обмеження на розвиток великих магазинів у Франції, Carrefour став більше орієнтуватися на зовнішні ринки. У період між 1978 та 1982 роками була відкрита найбільша кількість нових магазинів Carrefour за межами Франції, зокрема, в країнах Латинської Америки. Найбільший прибуток приносили магазини в Бразилії, Аргентині та Іспанії.
До 1982 року у Франції відбулось повне насичення ринку гіпермаркетами, що в результаті активної конкуренції за ціною, стандартизації виробничих ліній та закриття деяких частин ринку сформувало певні закони галузі. Продовольчий ринок перебував у застої, що змусило Carrefour скоротити розмір деяких своїх магазинів. Протягом цього часу компанія уклала кілька партнерських угод з іншими компаніями, зокрема у 1978 році Carrefour інвестувала в мережу магазинів будівельних матеріалів Castorama, викупивши 45% її акцій. Хоча Carrefour відзвітувала про продажі, майже вдвічі більші, ніж у її прямих конкурентів — Casino, Viniprix та Nouvelles Galeries — головна мета компанії полягала у збереженні існуючих ринків та прибутковості.
Марсель Фурньє, який був удостоєний ордена Почесного легіону, помер в 1985 році і, інститут менеджменту, заснований Carrefour, був названий на його честь. До цього року Carrefour розширив свою присутність до десяти країн на трьох континентах та мав чистий прибуток у розмірі 520 млн.франків. У французьких магазинах для збільшення власного іміджу, Carrefour запустила власний бренд товарів, які були недорогою, але в той же час якісною альтернативою іншим продуктам.
У 1988 компанія стала найбільшою компанією-рітейлером у Європі з 65 гіпермаркетами у Франції та приблизно 115 на континенті та Південній Америці. У лютому цього ж року Carrefour відкрив гіпермаркет площею 30 000 м² в околицях Філадельфії, штат Пенсільванія (США). Попри початкові фінансові проблеми, пов'язані з низькою відвідуваністю магазину клієнтами, у 1991 році був відкритий другий гіпермаркет в районі Філадельфії.

### 1990-ті: продовження зростання
На початку 1990-х років усі члени родини засновників Carrefour перестали брати активну участь в управлінні компанією, створивши консультативну раду. Компанія продала свої магазини в Ансі та Кран-Жевріє групі Casino, а та, в свою чергу, продала Карфуру свій гіпермаркет в Нанті — після цієї угодив управлінні Carrefour залишились лише магазини, площею понад 2 500 м². 1991 року Carrefour придбала своїх конкурентів: Euromarchè за 850 млн. дол. та Montlaur, збанкрутілу продуктову мережу за 175 млн. дол. Хоча у Франції ринок гіпермаркетів наситився, досягнувши рівня у 798 магазинів, що спонукало уряд обмежити відкриття нових гіпермаркетів, Carrefour продовжив розширюватися на зарубіжних ринках, зі своїми магазинами, або в партнерстві, в Австрії, Великій Британії, Нідерландах, Швейцарії, Німеччині, Бельгії, Італії, Іспанія, Африці, Аргентині, Бразилії та США. В цьому ж році в мережі Carrefour з'являється сервіс „Carrefour Vacances“ з продажу туристичних послуг.
У 1992 Carrefour відкрила два нових магазини у Великій Британії в рамках спільного підприємства з Costco, мережею клубних складів самообслуговування. Як виняток із загальної позитивної динаміки, компанія вирішила залишити американський ринок, продавши два своїх магазини у 1993 році. Також Carrefour продала свою 11-відсоткову частку в Costco в Сполучених Штатах, натомість зберігши свою 20% частку в Costco у Великій Британії.
Розширення в Центральній і Південній Америці було особливо сильним в 1990-их роках. Перший Carrefour з'явився у Мексиці в 1993 році. Всього з 30 магазинів компанії, відкритих в 1996 році, 15 знаходились в Мексиці, Бразилії та Аргентині. До 1997 року під вивіскою Carrefour в Південній Америці працювало близько 60 гіпермаркетів, які приносили по 7 млрд. дол. щороку в Бразилії та Аргентині (в кожній).
У 1994 році група купує контрольний пакет акцій компанії «Picard Surgelés» (виробник заморожених продуктів). Carrefour разом зі своїми китайськими партнерами відкриває спільне підприємство з метою будівництва супермаркетів та гіпермаркетів у Шанхаї та Пекіні. Компанія продає свою частку у Castorama.
До 1995 року кількість магазинів Carrefour у світі випереджає їх кількість у Франції. Іншим благодатним ринком для французів стала Азія — були відкриті перші магазини у Сеулі, Південна Корея. Коли наприкінці 1990-их по Азії вдарила фінансова криза, в регіоні вже працювало 26 гіпермаркетів Carrefour. Через свою дисконтну стратегію та стійкий попит на харчові продукти, мережа майже не відчула наслідків кризи, відкривши ще 20 магазинів протягом 1997-1998 років.
У 1996 році уряд Франції з метою захисту дрібних продавців запровадив шестимісячну заборону на відкриття будь-якого магазину площею понад 300 м². Не маючи можливості відкрити нові магазини, Carrefour продовжує розширюватися у Франції, набуваючи своїх конкурентів. 1996 року компанія придбала 41% частку компанії Cora, яка виникла колись із франшизи Carrefour.

### Кінець 1990-их: стратегічні придбання
Наприкінці 1990-их, у 1998 та 2000 роках, Carrefour здійснила два ключових придбання, які зробили компанію найбільшим у Європі та другим в світі рітейлером за величиною. Спочатку французи придбали решту акцій «Modernes SA» за 3 млрд. $, приєднавши до своєї мережі понад 790 торгових точок під брендами Stoc, Comod та Marché Plus.
Компанія почала планувати свій наступний великий крок у 1999 році, зробивши пропозицію у 16,5 млрд. $ своєму конкуренту Promodès SA. Заснована в 1961 році Полем-Огюстом Галлеєм та Леонор Дюваль Лемоньє, Promodès спочатку розвивалась як мережа гуртової торгівлі харчовими продуктами, але з плином часу перетворилася на один з найбільших в світі операторів гіпермаркетів, супермаркетів та магазинів. Керівники обох фірм протягом трьох тижнів працювали над угодою, створивши союз, який дозволив залишатися їм обом конкурентоспроможними в цій галузі. Окрім того, що злиття зробило партнерів найбільшим рітейлером в Європі та другим за величиною в світі, це також дало йому конкурентну перевагу над Wal-Mart Stores Inc., американським гігантом, який шукав велику мережу для поглинання з метою виходу на європейський ринок.
Угода була завершена на початку 2000 року і її результатом стала мережа з 8 800 магазинів в 26 країнах і річною виручкою майже 65 млрд. доларів. Після злиття двох груп, всі гіпермаркети Continent у Франції змінили свою назву на Champion. Також у тому році Carrefour, Sears та Oracle створили перший у світі електронний ринок для роздрібної торгівлі GlobalNetXchange. Відбувся запуск глобального плану акціонування, призначений для співробітників Carrefour — до нього долучилися приблизно 200 000 працівників (60 % від всіх співробітників).
З метою оптимізації витрат, в 2001 році компанія продала свою частку в «Picard Surgelés», а в наступному — 10 % частку в PETsMART.
З моменту придбання Promodès, Carrefour зіткнувся із зміцненням конкуренції та послаблення продажів на своїй батьківщині, і поступово її частка на ринку у Франції, Іспанії та Бразилії почала падати.
У грудні 2003 року Поль-Луї Галлей та його дружина загинули в авіакатастрофі — обоє представляли інтереси родини Halley, найбільших акціонерів Carrefour.

## Магазини мережі

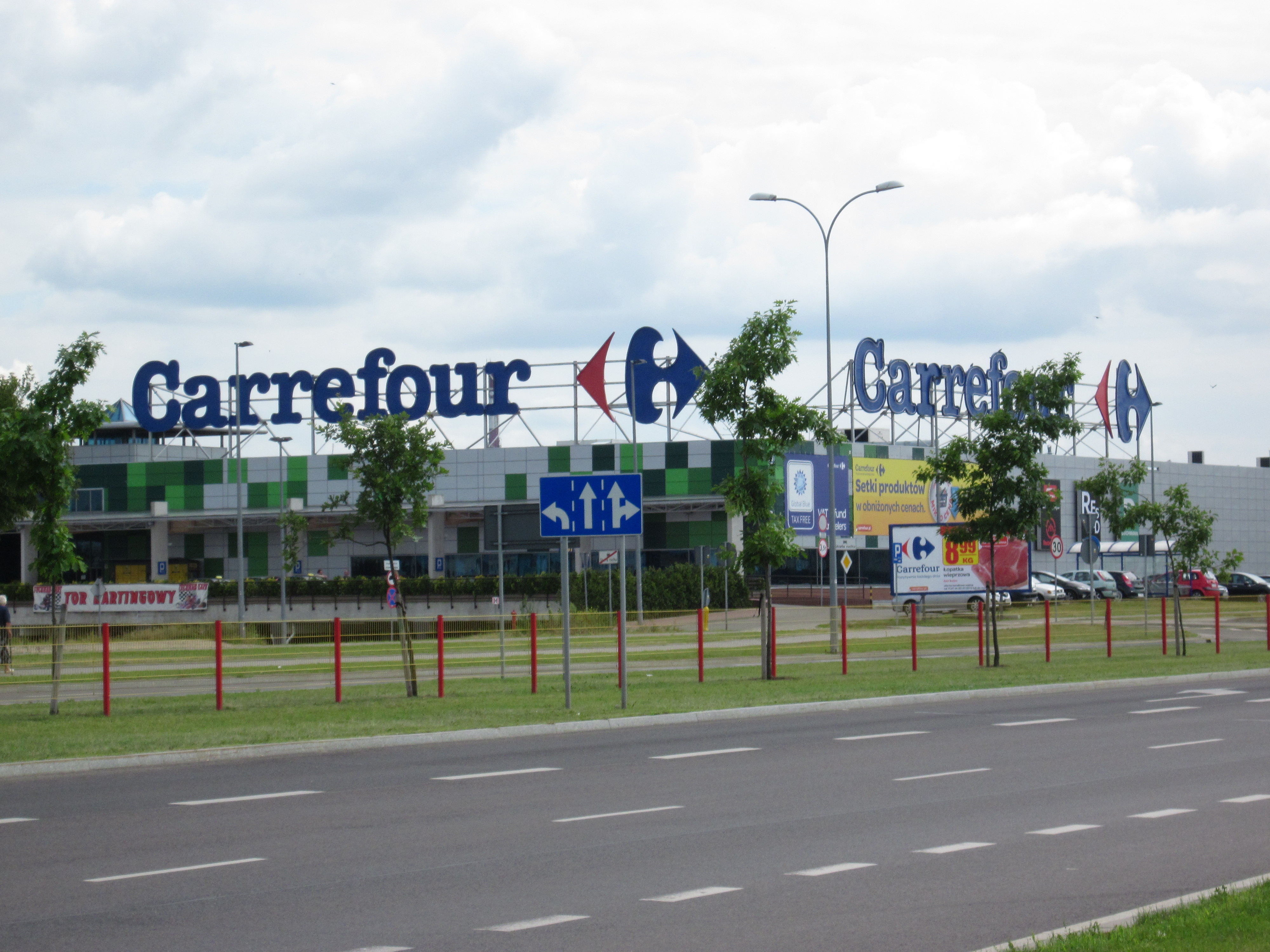
Гіпермаркет Carrefour у Білостоку, Польща

Станом на 31 грудня 2013 року мережа Carrefour включала 10 105 магазинів (включаючи торгові точки партнерів та франшизу):
| Регіон               | Гіпермаркети | Супермаркети | Магазин біля будинку | Cash & Carry | Разом  |
| -------------------- | ------------ | ------------ | -------------------- | ------------ | ------ |
| Франція              | 234          | 949          | 3 458                | 138          | 4 779  |
| Іспанія              | 172          | 118          | 166                  | 0            | 456    |
| Бельгія              | 45           | 438          | 246                  | 0            | 729    |
| Італія               | 58           | 394          | 654                  | 19           | 1 125  |
| Польща               | 88           | 139          | 408                  | 0            | 635    |
| Румунія              | 25           | 81           | 56                   | 0            | 162    |
| Інші                 | 87           | 486          | 265                  | 0            | 838    |
| Європа (без Франції) | 475          | 1 656        | 1 795                | 19           | 3 945  |
| Аргентина            | 77           | 128          | 316                  | 0            | 521    |
| Бразилія             | 200          | 41           | 0                    | 0            | 241    |
| Латинська Америка    | 277          | 169          | 316                  | 0            | 762    |
| Китай                | 236          | 0            | 0                    | 0            | 236    |
| Тайвань              | 62           | 7            | 0                    | 0            | 69     |
| Інші                 | 73           | 10           | 0                    | 5            | 88     |
| Азія                 | 371          | 17           | 0                    | 5            | 88     |
| Інші*                | 64           | 126          | 24                   | 12           | 226    |
| Всього               | 1 421        | 2 917        | 5 593                | 174          | 10 105 |

Примітка: * — Магриб, Середній Схід та Домініканська Республіка

## Галерея

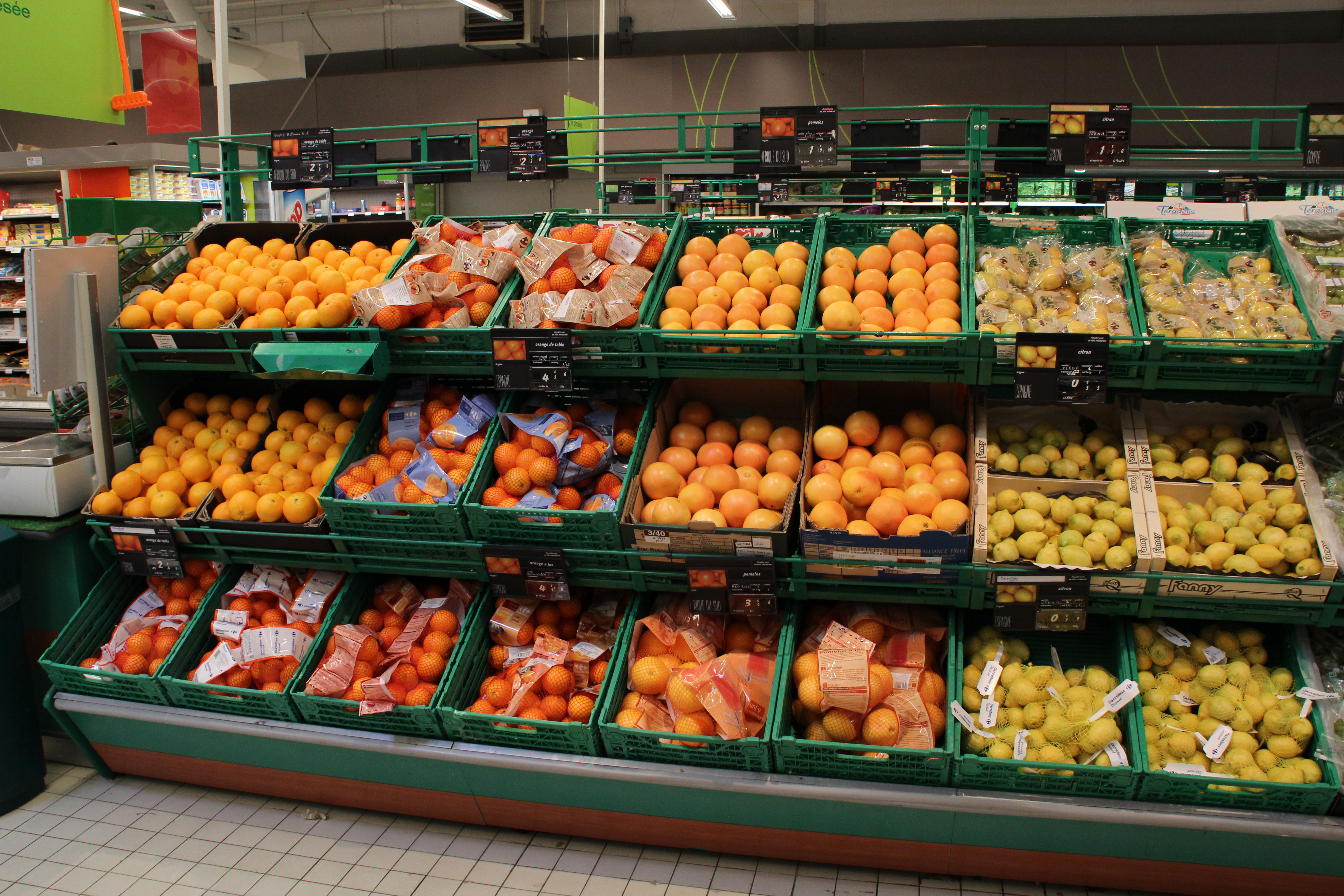
Відділ овочів та фруктів
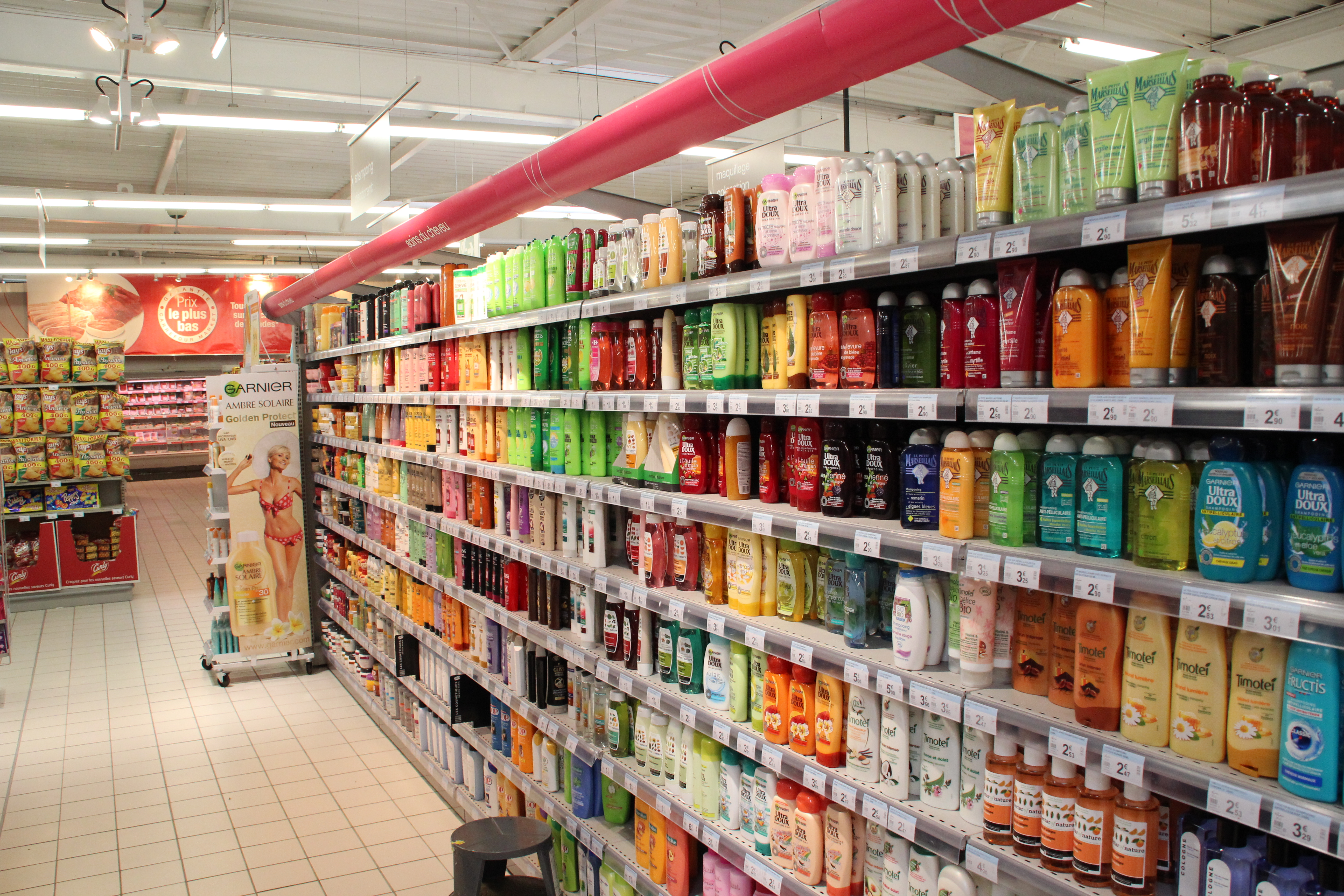
Побутова хімія
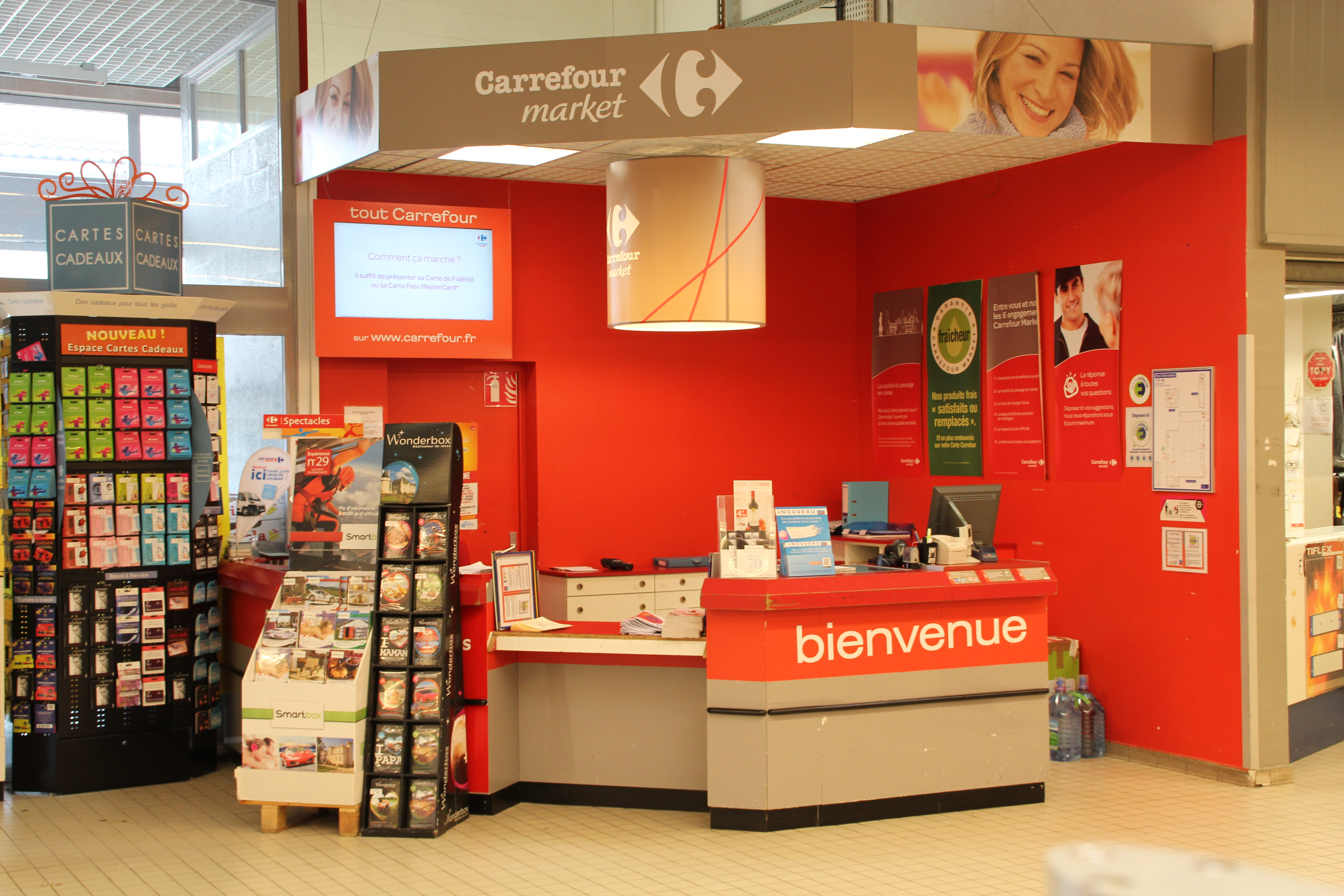
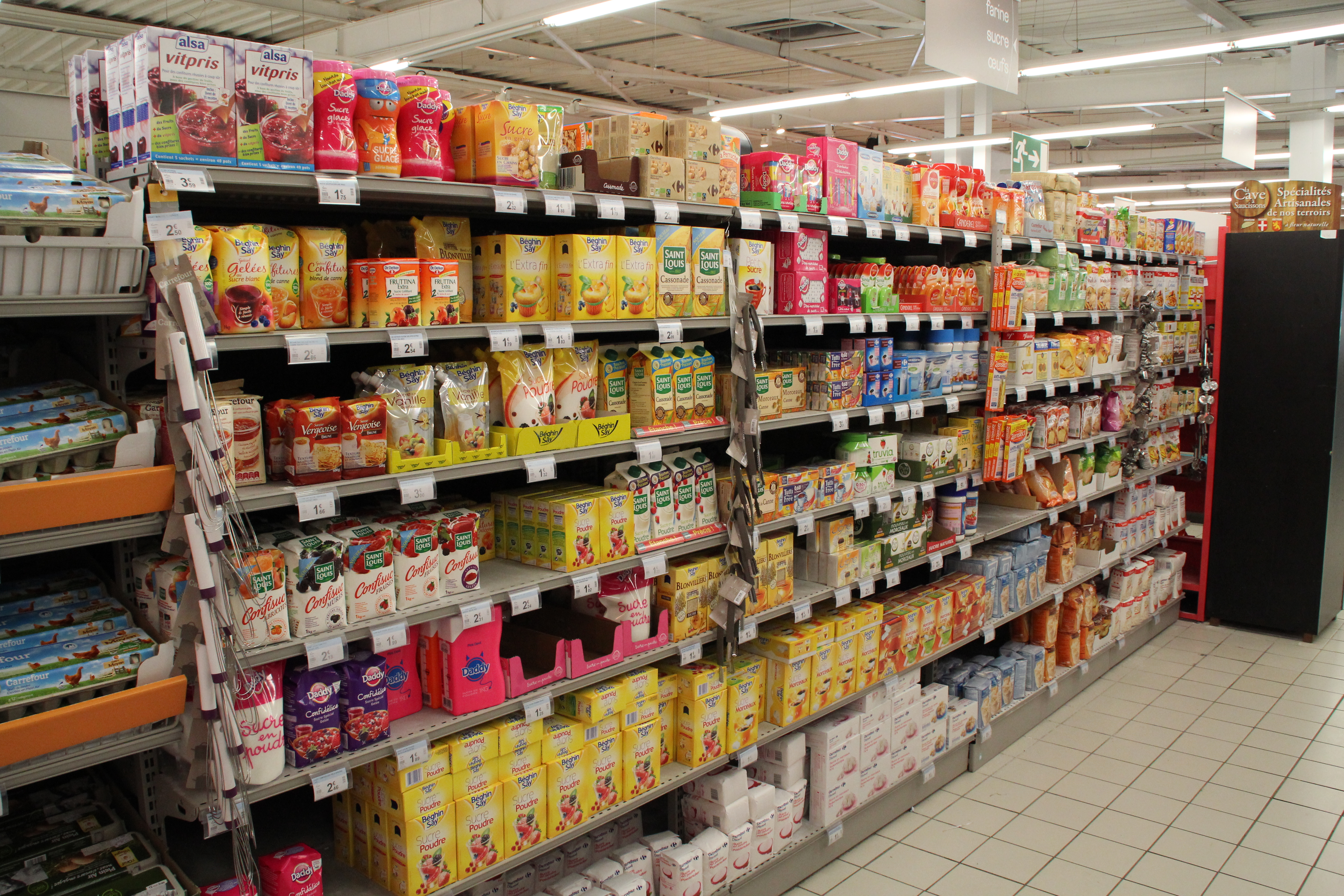
Цукор
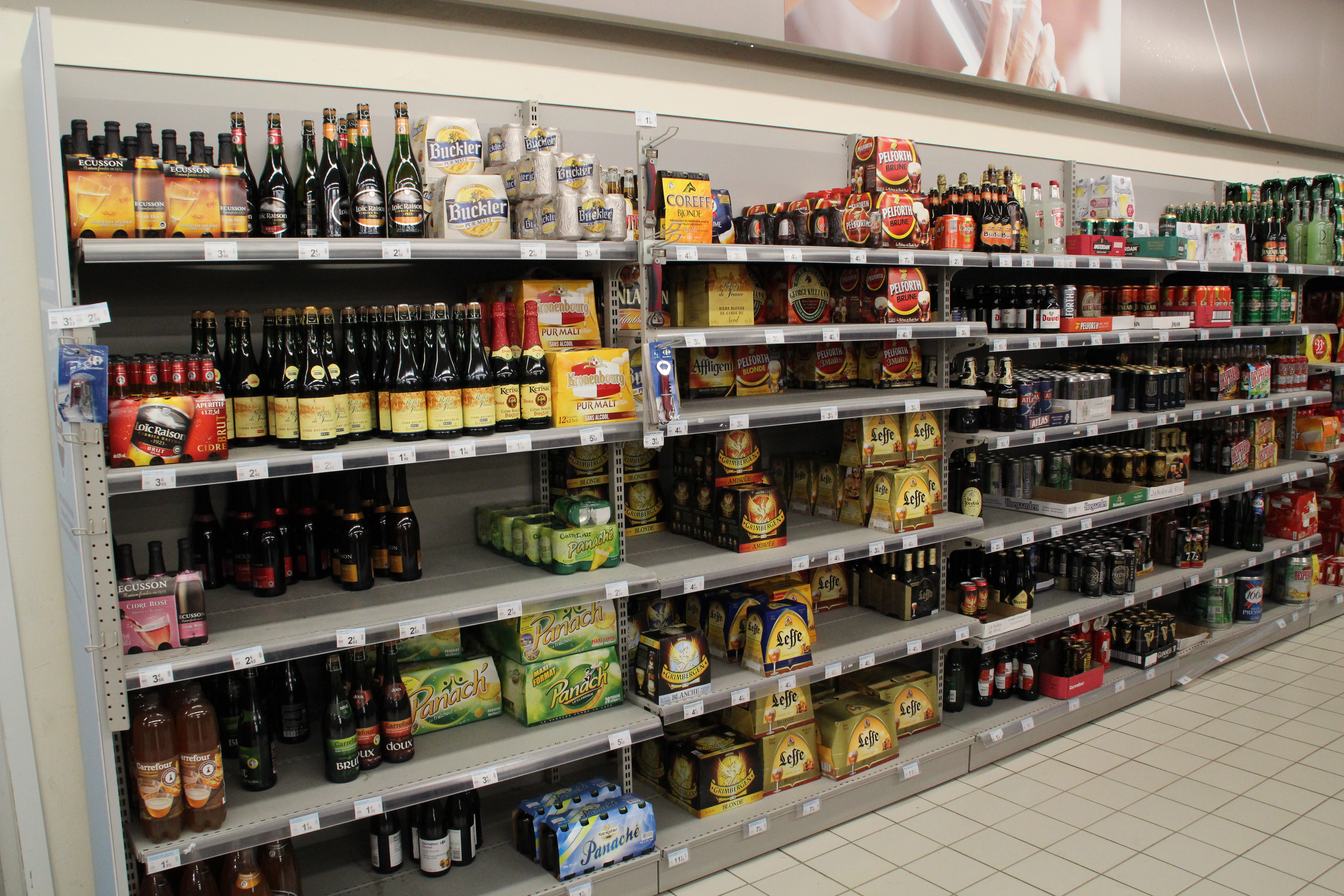
Алкоголь
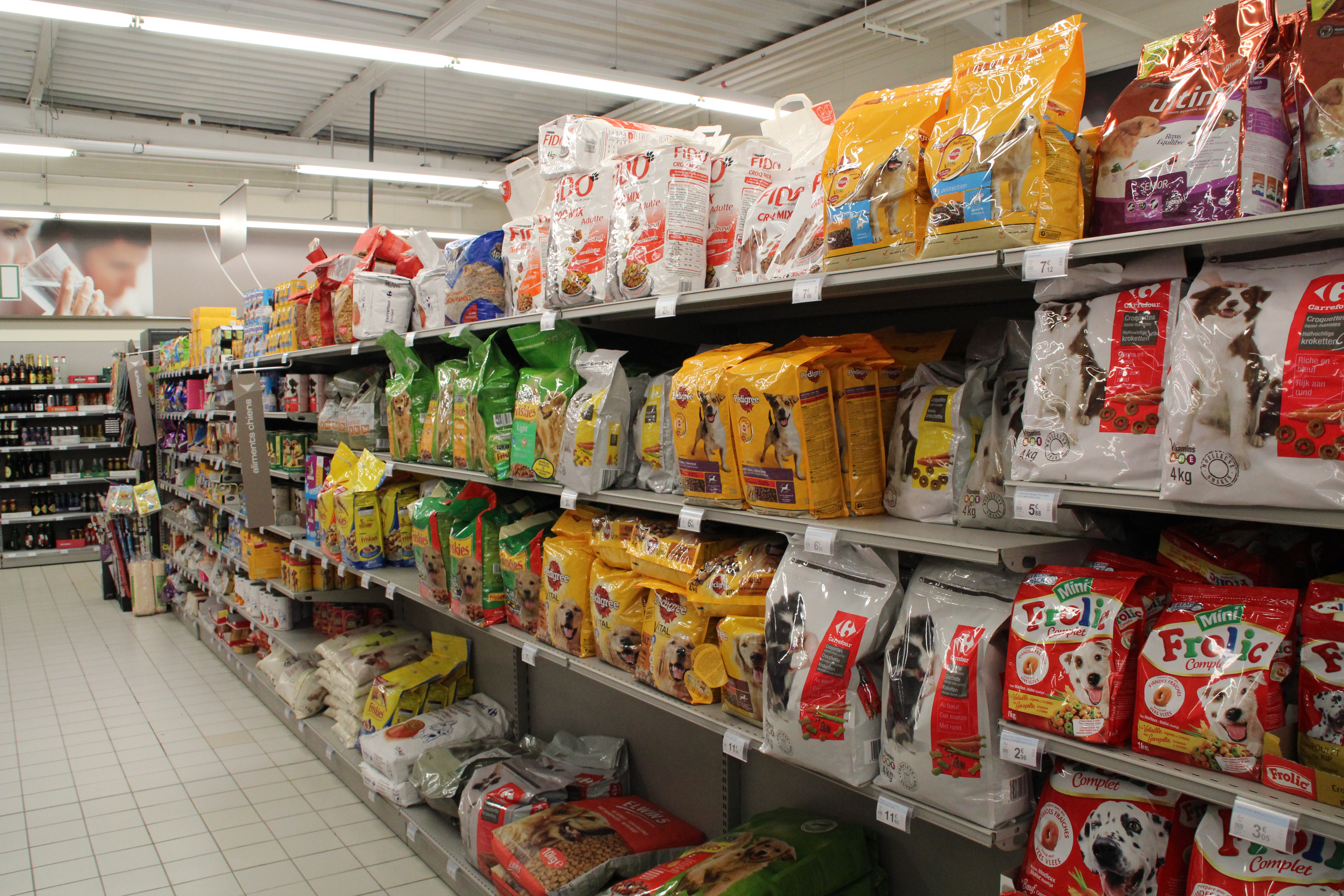
Корм для домашніх тварин
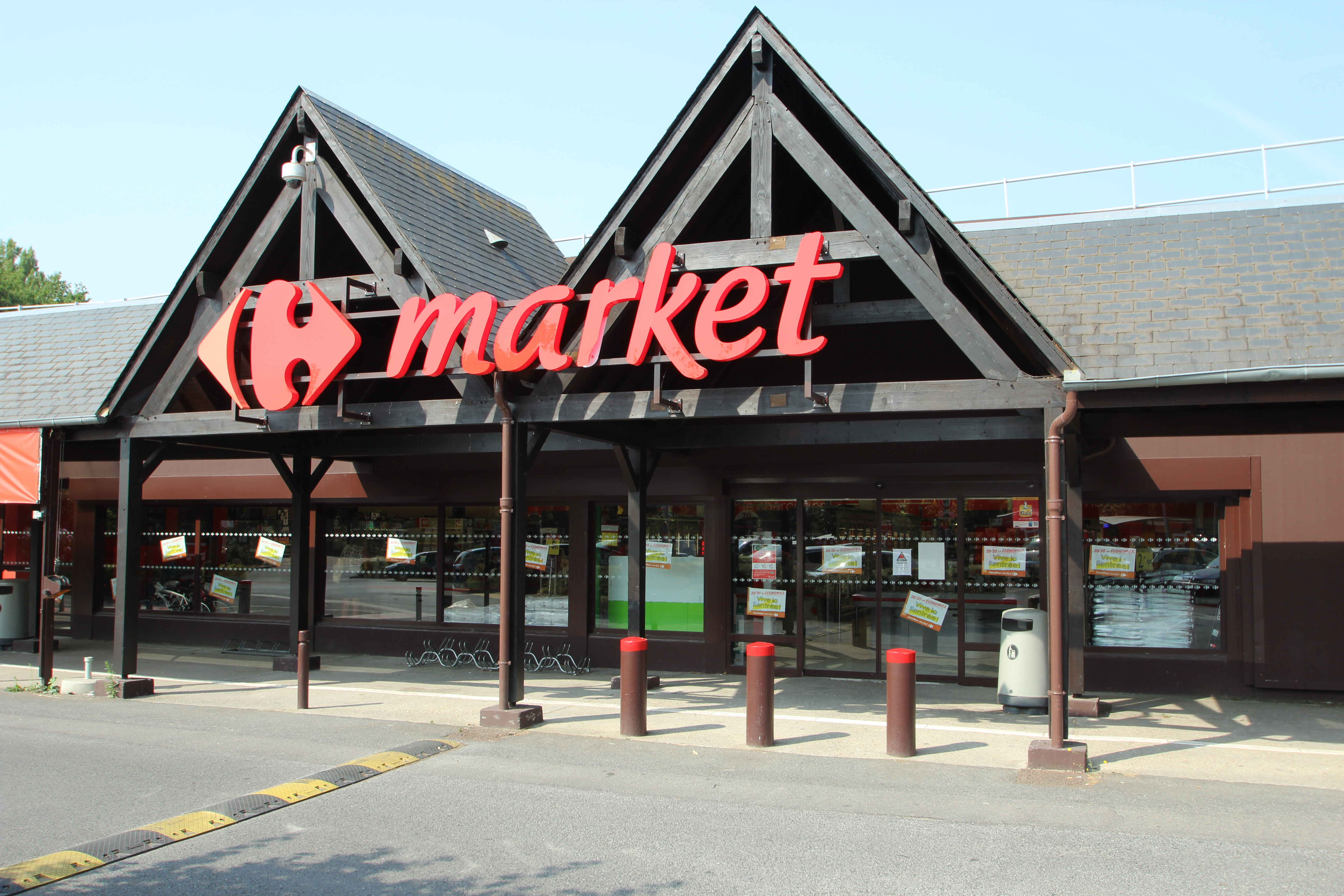
Магазин в муніципалітеті Гометс-ла-Віль за 27 км від Парижу
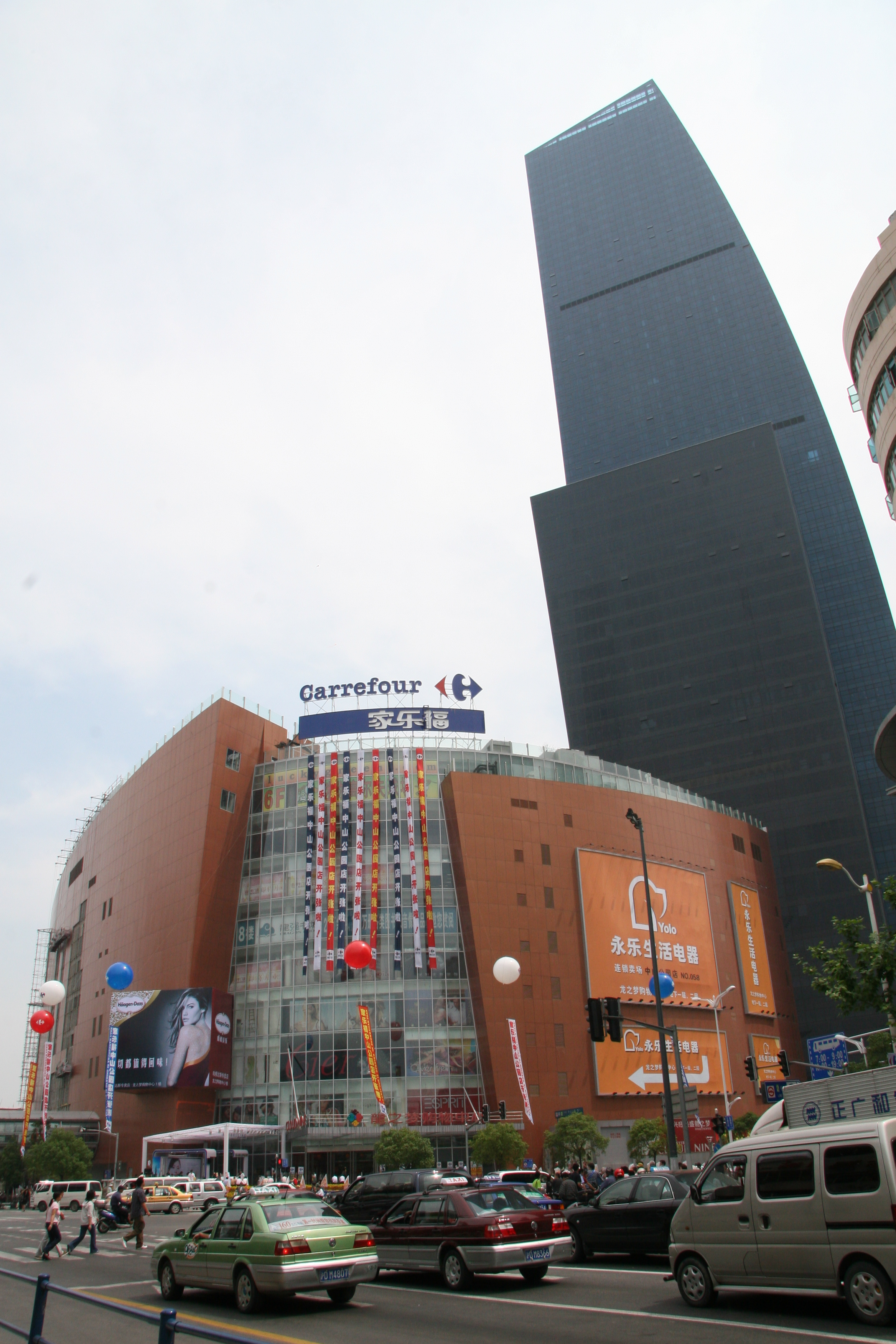
Магазин в Шанхаї
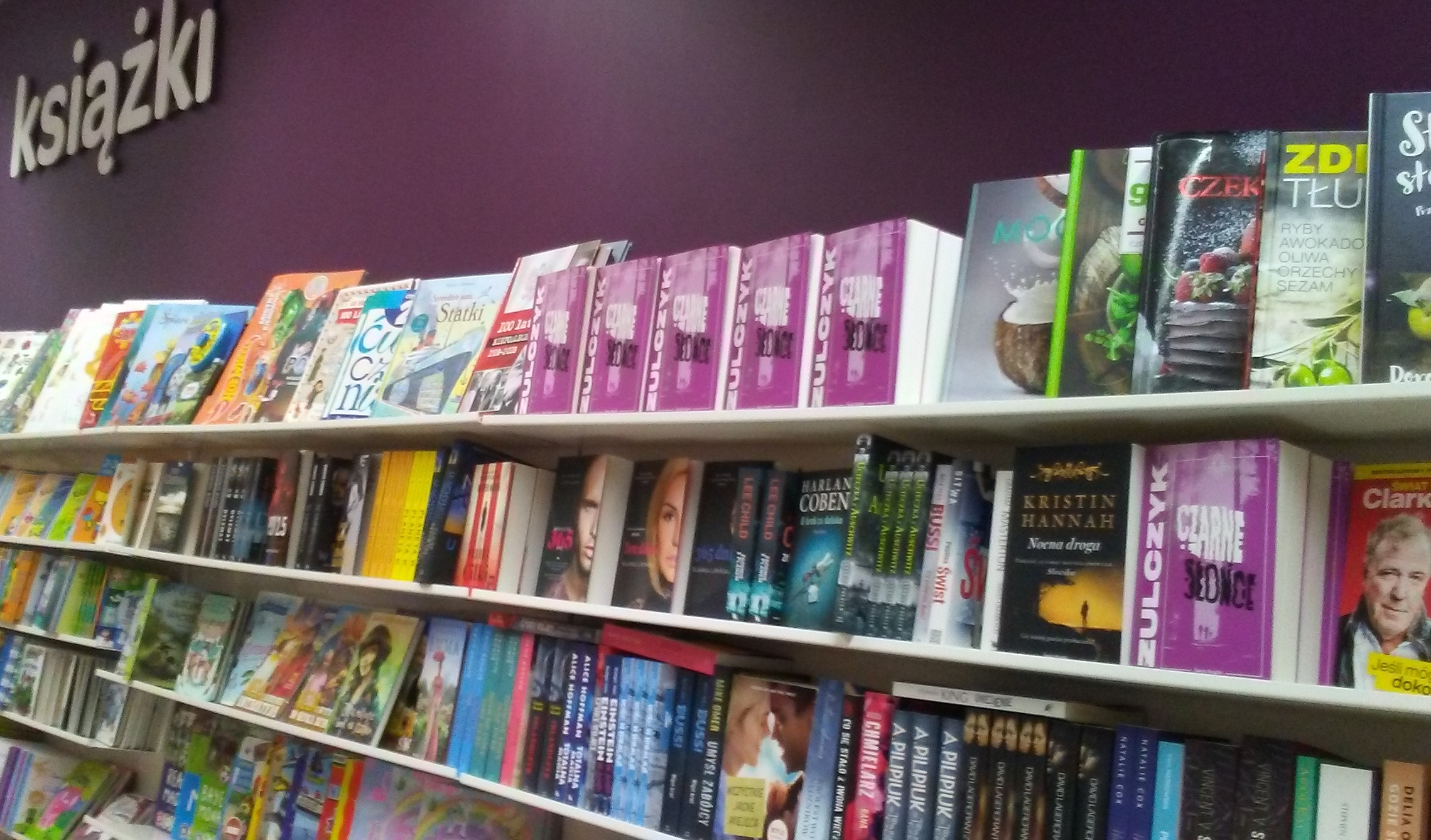
Книжкова полиця в Томашів-Мазовецький (Польща)
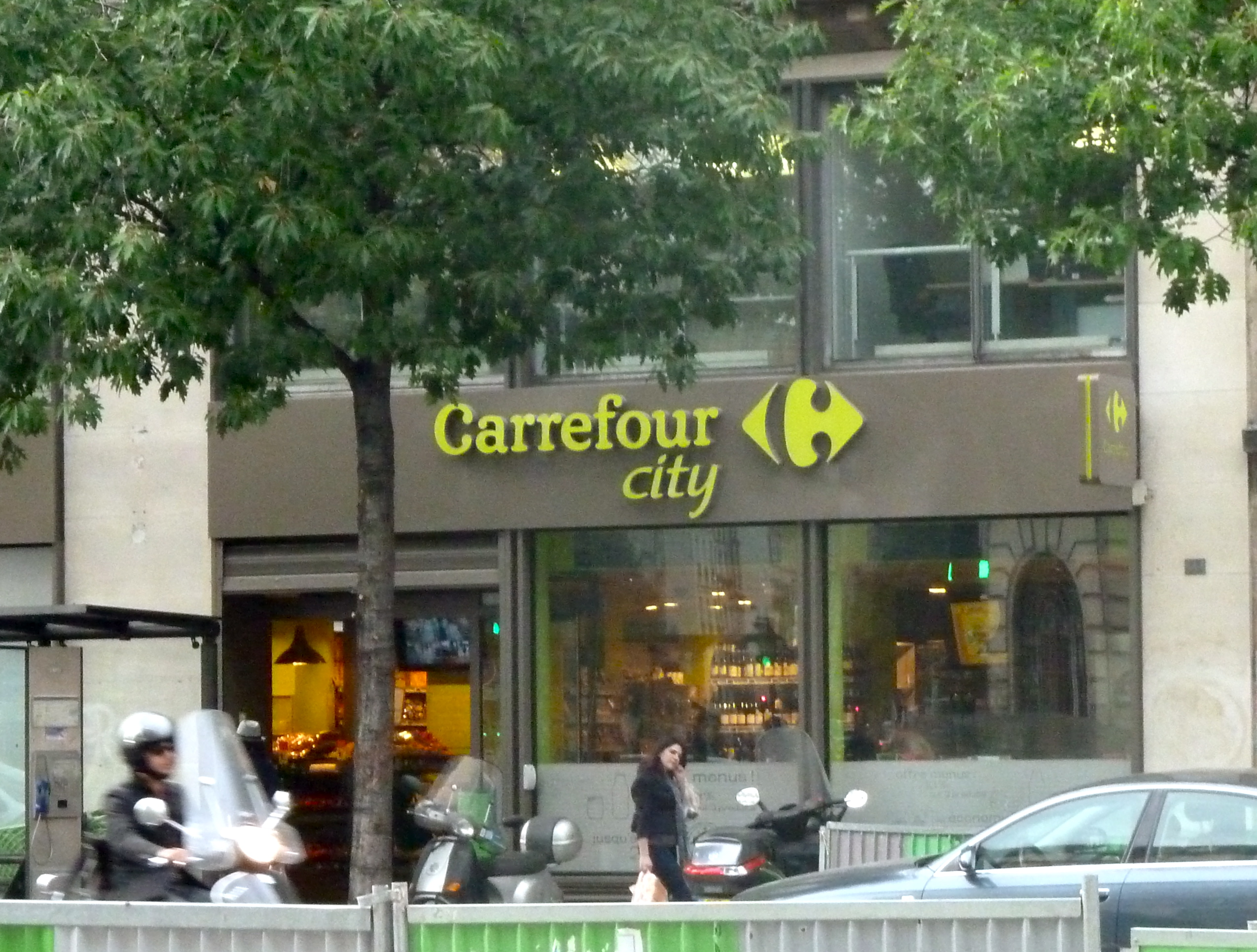
Магазин експрес-формату в Парижі

## Цікаві факти
- Трьом сім'ям, які заснували Carrefour: Бадін, Деффоре та Фурньє, належить лише 3 % акцій компанії, причому лише одна сім'я Деффоре складається аж з 70 членів[6].